# 张修容 (宋英宗)
张修容（1053年—1130年），英宗的妃嫔。仁宗温成皇后的堂妹，张尧佐的女兒。

## 生平
张氏初封平昌郡君，宋英宗去世时她年仅十五岁。哲宗即位升為才人（正五品）、徽宗立升婕妤（正三品），大觀初年後又升為修容（嫔，正二品）。建炎四年，随隆佑皇太后逃难到虔州，死在乱兵之中，寿七十八岁。